# Trochalus modestus
Trochalus modestus är en skalbaggsart som beskrevs av Louis Albert Péringuey 1892. Trochalus modestus ingår i släktet Trochalus och familjen Melolonthidae. Inga underarter finns listade i Catalogue of Life.